# Последнее воскресенье (фильм)
«Последнее воскресенье» (арм. Վերջին կիրակին) — советский цветной художественный фильм, снятый в 1986 году на киностудии «Арменфильм» режиссёром Геннадием Мелконяном в жанре комедии по рассказам Норайра Адаляна.
Премьера фильма состоялась 16 марта 1987 года. Картину посмотрели 1,6 млн зрителей.

## Сюжет
Армен работает заведующим лабораторией на молочном комбинате и всегда придерживается принципов честности и порядочности. Однако, когда новый сотрудник Каро подписывает за него акт с завышенными показателями молока, Армен принимает на себя всю ответственность, чтобы спасти своего коллегу от тюремного заключения. В последние дни до своего ареста Армен проводит время с семьей, поддерживаемый женой и мамой. В конце концов, Каро осознаёт свою ошибку и идет к следователю, чтобы признаться в содеянном.

## В ролях
- Микаел Погосян (дублировал Алексей Золотницкий) — Армен
- Карина Джанджугазян (дублировала Ольга Гобзева) — Гаяне
- Тигран Восканян (дублировал Андрей Гриневич) — Каро
- Вазген Казарян (дублировал Роман Китаев) — Гагик
- Ася Назарян (дублировала Екатерина Дронова) — Маро
- Мария Багдоян (дублировала Надежда Матушкина) — Анна
- Генрих Алавердян (дублировал Николай Граббе) — директор
- Нерсес Оганесян (дублировал Владимир Ферапонтов) — Мовсес
- Виген Степанян (дублировал Алексей Панькин) — Гукас
- Нина Абалян (дублировала Марина Гаврилко) — тёща
- Юрий Амирян (дублировал Борис Руднев) — Георг
- Армен Хостикян (дублировал Виктор Филиппов) — Лаэрт Суренович
- Леонард Саркисов (дублировал Виталий Комиссаров) — Мушег
- Левон Шарафян — Симон
- Анаит Гукасян (дублировала Светлана Швайко) — Ашхен
- Нонна Петросян (дублировала Галина Самохина) — Марго